# Digimon Appmon
Autre
Digimon Appmon, à l'origine appelé Digimon Universe: Appli Monsters (デジモンユニバース アプリモンスターズ, Dejimon Yunibāsu Apuri Monsutāzu), est une série d'animation japonaise dérivée de la franchise Digimon et réalisée au sein du studio Toei Animation. Cette huitième saison est diffusée, en cinquante-deux épisodes, sur les chaînes du réseau TV Tokyo du 1er octobre 2016 au 30 septembre 2017 au Japon. En France, elle est diffusée du 23 octobre 2017 au 26 mai 2018 sur la chaîne Boing dans le bloc « Chasse aux monstres ». Le thème et les origines des créatures fictionnelles Appmon tournent autour de la singularité technologique et de l'intelligence artificielle, et des dangers de la technologie lorsqu'elle est mal utilisée.
Turner détient les droits de Digimon Appmon pour les territoires francophones,. En France, elle est la 1re série Digimon directement produite de la version japonaise par Toei Animation Europe,. Le groupe Turner présente cette production qui ne connaît pas de version retravaillée pour le marché international aux professionnels de plus de quarante pays ; le client français est, avec le Portugal, l'unique vente en Occident. Elle est retirée de sa diffusion quotidienne après trente-neuf épisodes et disparaît de l'antenne de Boing un mois après sa conclusion.   
Digimon Appmon est également, simultanément, un projet médiatique cross-média lancé par les compagnies Toei Company, Dentsu et Namco Bandai Holdings, appartenant à Akiyoshi Hongo, composé de jeux vidéo, de mangas et de jouets. Cette gamme ne se développe pas en dehors de l'Asie.  

## Scénario
Haru Shinkai est un élève de cinquième année qui mène une vie bien ordinaire. Son quotidien n'est pas des plus désagréables, mais le garçon manque de confiance en lui et pense constamment qu'il n'est pas maître de sa situation, il souhaite jouer le rôle principal d'une grande histoire, comme le sportif vedette de son école, son ami d'enfance Yûjin Oozora. 
Et un jour, le jeune Haru aperçoit un terminal qui l'interpelle « Es-tu un héros ? » et lui propose deux options à l'écran : oui ou non. Hésitant, un autre message lui apparaît, « Tout dépend de toi. Prends l'Appli Drive », Haru découvre un appareil comme il n’en avait encore jamais vu, sans toutefois avoir répondu à la question. Mais c'est lorsqu'un étrange petit monstre — Gatchmon — lui propose de devenir un véritable héros en l'accompagnant dans ses aventures, que Haru se défile, ne s'estimant pas à la hauteur. Confronté à divers phénomènes insolites, Haru prend de l'assurance et décide finalement de le rejoindre pour s'affirmer et devenir un véritable héros dans sa vie.
Il existe autant de monstres comme Gatchmon que d'applications mobiles, des Appli Monstres. Ces Appmon sont des monstres d'application consciente, autonome avec l'intelligence artificielle. Dans le monde réel, ils se révèlent en s'incarnant en cartes Appmon et peuvent se matérialiser grâce à l'Appli Drive. Eri Karan, la starlette du groupe Appli Yama 470 et Torajirô « Astra » Asuka, célèbre AppTuber, ont aussi rencontré un partenaire Appmon —  Dokamon et Musimon — , c'est ainsi que les trois écoliers deviennent les Appli Drivers. Ensemble, ils luttent contre des créatures infectées par un virus — le virus L — propagé par le Léviathan, une intelligence artificielle tapie sur le dark web, à l'ambition terrifiante de surpasser l'intelligence humaine d'ici 2045.

## Développement

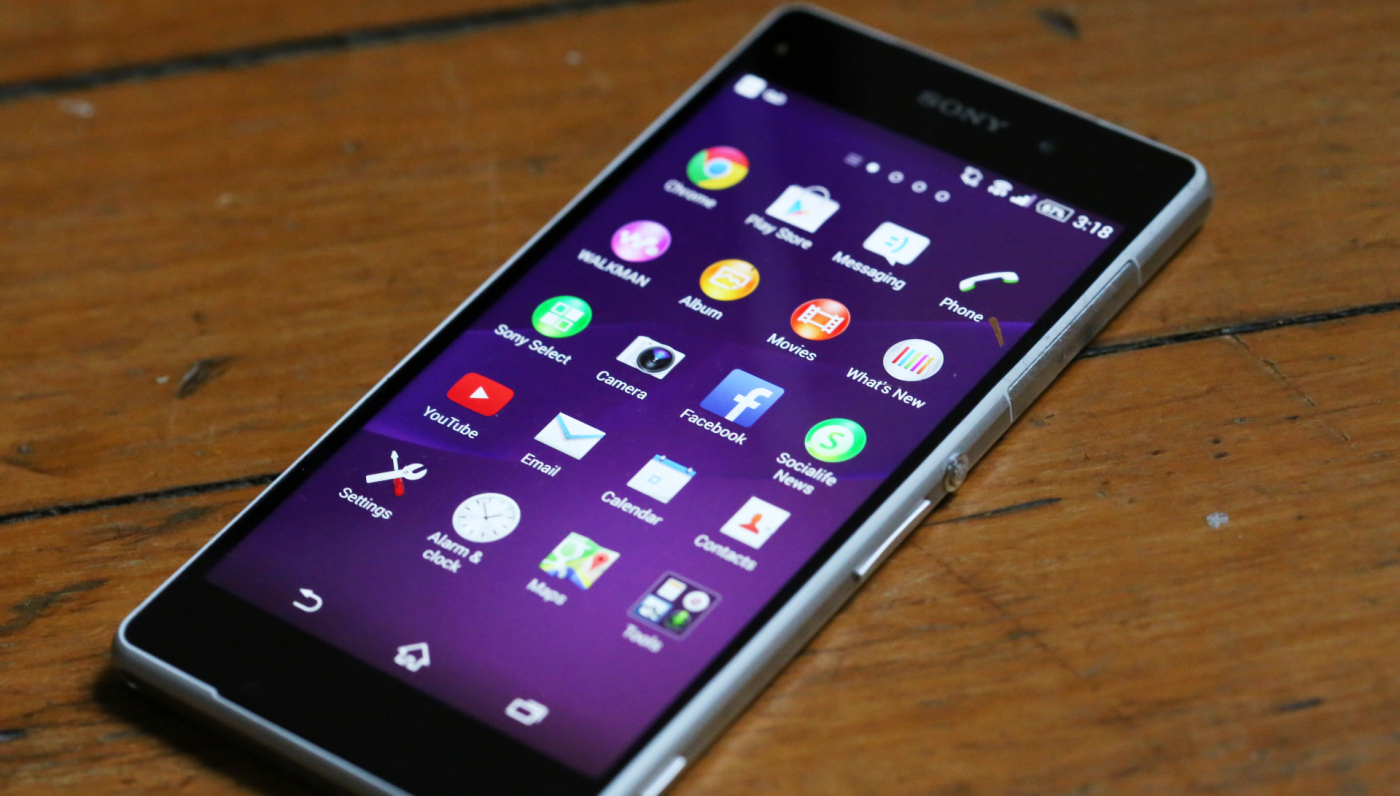
Smartphone et ses applications mobiles.

Le projet est révélé et annoncé au Japon par le magazine V Jump en mai 2016. Digimon Appmon est produite par Sugasawa Masahiro de TV Tokyo et Nagatomi Daichi de Toei Animation, elle est réalisée par Gō Koga, avec les character-designs de Kenichi Ōnuki (Gundam Build Fighters) et scénarisée principalement par Kato Yoichi (Mushibugyo, Yo-kai Watch) avec la supervision de Hiromi Seki et de Daichi Nagatomi. La musique est composée par Nakagawa Kotaro.   
Si Digimon se présente sous la forme de plusieurs séries d'animation pour enfants basées sur un dérivé du tamagotchi, il ressort que ce type de jouet est considéré comme désuet en 2016. Il est observé que les enfants du primaire avaient des smartphones et la société Bandai propose alors de créer un nouvel objet, des cartes Appmon à codes QR à insérer ou à scanner notamment dans le nouvel objet de la série, l'Appli Drive, dans la montre Seven Code et ses accessoires ou encore, dans le jeu vidéo qui en est dérivé pour la console de jeu portable Nintendo 3DS,.   
Le scénariste Kato Yoichi est mandaté pour participer à l'élaboration et la direction générale du projet. Le but est alors de proposer des idées, d'établir avec Bandai la manière de créer un anime qui s'harmonise avec leurs jouets et qui soit dans l'ère du temps. Le plan mis en place a comme mot d'ordre de dé-digimonifier les dessins-animés dérivés de la franchise, dix-sept ans après le lancement de la première incarnation.    
Dans la promotion, le producteur Nagatomi Daichi se dit séduit à l'ébauche par cette accroche ; pour la productrice des premières saisons Hiromi Seki, c'est un grand pas que de faire traverser la franchise à travers les époques et de dépasser des conventions telles que le Digivice comme objet clé ou le Digimonde comme élément essentiel du concept, concédant que ces éléments étaient difficiles à écarter dans l'écriture des anciennes séries.   
En 1999, lors de la production de première série animée, des mots comme File, Folder et Server étaient utilisés dans la sphère informatique japonaise et sonnaient futuristes pour un public extérieur à cette sphère. En 2016, ces termes sont dans le langage courant et cette nouvelle itération veut innover en renouvelant le jargon et les mots-clés de la franchise dans une démarche de préserver cet aspect futuriste aux yeux des adultes et de la principale cible, les jeunes enfants ayant peu de contact avec les appareils numériques à une époque déjà affectée par l'avancée d'Internet et des ordinateurs.   
Le point de départ créatif de tout ce projet vient du mot « IA », de l'intelligence artificielle, partie intégrante d'objets et de divers sujets aux actualités. Les auteurs de Appmon cherchent à attirer l'attention sur ces questionnements, ainsi que sur l'hypothèse du problème de 2045 qui avance que l'intelligence artificielle devrait dépasser l'intelligence humaine d'ici 2045. L'équipe cherche à intégrer ce matériel d'histoire intéressant dans une production insouciante, et drôle à regarder ; que le scénariste espère être quelque chose de significatif à suivre, et d'avoir créé pour l'époque.  
Le protagoniste, Haru, ne résout pas les choses par la force physique, mais est écrit pour agir avec la force de faire ce qu'il faut avec de bonnes intentions, sans que ce soit la finalité pour autant, et d'endurer les difficultés avec la force de s'opposer. Pour les auteurs, « l'importance pour un humain est de traiter les autres avec sympathie et gentillesse ». La palette d'âge des protagonistes est également large et évite de n'inclure que des protagonistes en CM2 — le protagoniste est en cinquième année de collège pour qu'il y ait une certaine variété dans les préoccupations et les problèmes de chaque personnage. La production considère que même une seule année de différence dans le scolaire peut complètement changer la façon de penser ou les problèmes auxquels les enfants sont confrontés.  
En ce qui concerne la production, le studio Toei Animation était prête à s'écarter des principes traditionnels qu'elle avait appliqués à toutes ses séries précédentes. La digivolution s'intègre dans le monde 2D de manière intra diégétique en images de synthèse 3D — sans cel-shading, pour mieux se démarquer du reste et se distinguer des autres productions usant de ce type de procédé.  

## Anime

Logo du projet cross-média Digimon Universe: Appli Monsters.

Les vingt-cinq premiers épisodes de Digimon Appmon sont initialement diffusée sur TV Tokyo et les chaînes japonaises du groupe TXN tous les samedis à 7 h jusqu'en mars 2017 à la place de la série Time Travel Girl, à partir du 1er octobre 2016 la série avec ses vingt-sept derniers épisodes intègre la tranche horaire de 9 h 30 dès le 1er avril 2017 jusqu'au 30 septembre 2017. 
Toei Animation Europe présente ce projet au MIPCOM (marché international des contenus audiovisuels et des contenus numériques) qui se déroule à Cannes, en France, du 17 au 20 octobre 2016 pour vendre son produit à de futurs distributeurs et/ou diffuseurs. En 2017, le groupe Turner acquiert les droits de diffusion de cette huitième itération pour une exploitation sur les territoires francophones d'Europe et d'Afrique et revendique une diffusion prochaine dans pas moins de quarante-deux pays, dont le Royaume-Uni, l'Espagne et l'Allemagne. La version française est directement produite de la version japonaise par Toei Animation Europe, et est la première exportation internationale de la série, précédant de trois jours celle de Hong Kong. Toutefois, les ventes de cette production se limitent à la France pour le groupe Turner et au Portugal par le groupe Dreamia, où la série est diffusée sur la chaîne Biggs le 14 septembre 2018 sous le titre Digimon Universe : App Monsters. Ainsi, c'est la neuvième itération Digimon Adventure: qui se vend en 2022 aux États-Unis et dans plusieurs pays pour être une première exploitation doublée depuis Digimon Fusion,. 
En France, Digimon Appmon est diffusée dès le 23 octobre 2017, tous les jours à 17 h 45, sur la chaîne privée Boing. La diffusion des treize premiers épisodes s'effectue jusqu'au 4 novembre 2017 et la diffusion des épisodes 14 à 26, du 20 novembre au 2 décembre 2017. La case « Chasse aux monstres » est créée le 4 décembre 2017 avec comme line-up Digimon Appmon et les succès établis de la chaîne Boing, Yo-kai Watch et Yu-Gi-Oh! Arc-V ; la série est alors visible comme produit d'appel dans diverses campagnes promotionnelles et publicités télévisées sur différentes chaînes, autour de Boing et de cette case horaire en fin d'année,,. La seconde reprise, considérée comme une « saison 2 » dans les guides télés, s'effectue du 29 janvier au 10 février 2018 avec les épisodes 27 à 39 ; les derniers inédits de Digimon Appmon ne sont toutefois pas diffusés dans la case « Chasse aux monstres » de 17 h 50, bien que dédiée aux rediffusions en quotidienne d'Appmon et les épisodes 40 à 52 sont diffusés au rythme d'un épisode les samedis et dimanches à 9 h 40 uniquement, du 14 avril au 26 mai 2018. Au terme de la diffusion de ces inédits, quelques rediffusions à des horaires variables se sont poursuivies jusqu'au 1er juillet 2018, date à laquelle la série disparaît de l'antenne de Boing. Une rediffusion estivale des 20e épisodes s'effectue, deux ans plus tard, du 4 juillet au 30 août 2020 sur Boing au rythme d'un épisode les samedis et dimanches à 15 h 35, avant d'être déstockée dans une diffusion nocturne à raison de quatre épisodes du 31 août 2020 au 3 janvier 2021, à 2 h 35 chaque nuit,. 
L'intégrale est distribuée le 14 octobre 2019 par Crunchyroll en VOD aux États-Unis, au Canada, en Afrique du Sud, en Australie, en Nouvelle-Zélande, au Royaume-Uni, en Irlande, en Amérique centrale, en Amérique latine et dans les Caraïbes en version originale et avec des sous-titres anglais, portugais brésilien et espagnol latinoaméricain.  

## Produits dérivés

### Sorties vidéo
Au Japon, la série est distribuée le 4 avril 2017 dans un premier coffret DVD contenant les épisodes 1 à 13. Les épisodes 14 à 25 sortent dans un second coffret, le 4 juillet 2017. Les épisodes 26 à 37 sortent dans un troisième coffret, le 3 octobre 2017. Les épisodes 38 à 52 sortent dans un quatrième et dernier coffret, le 6 janvier 2018. La série est inédite en format Blu-Ray.

### Mangas
Deux adaptations manga sont publiées par Shūeisha en novembre 2016. La première est illustrée par Naoki Akamine et publiée sur le magazine V Jump. La seconde, intitulée Digimon Universe Appli Monsters: Appmon Gakuen (デジモンユニバース アプリモンスターズ アプモン学園, Dejimon Yunibāsu Apuri Monsutāzu Apumon gakuen) est illustrée par Katsumi Hirose et publiée sur le magazine Saikyō Jump. Tous deux, inédites en français.

### Jeux vidéo
Le magazine V Jump annonce en mai 2016 la sortie d'un jeu vidéo Digimon Universe: Appli Monsters pour le 1er décembre 2016 sur Nintendo 3DS par Bandai Namco Entertainement, inédit en France. C'est un RPG qui se déroule dans le même univers que son anime homonyme, mais qui suit des personnages différents.
Data Carddass: Appli Monsters sort le 9 novembre 2016 sur borne d'arcade. Appmon Gatchinko Bingo sort en 2016 également sur arcade. Digimon Universe: Appmon Data Lab était une application de type encyclopédie qui faisait référence à l'ensemble des Appmon de la série, maintenue à jour du 16 octobre 2016 jusqu'au 31 juillet 2018, pour Android et iOS. Digimon Universe: Appli Monsters: Protect the World est un jeu smartphone produit par Bandai Namco Korea et Movegames, le 4 juillet 2019 pour Android,,.

## Musique
Kōtarō Nakagawa est le compositeur de la bande originale. Le premier générique de début est le titre DiVE!! du chanteur Amatsuki et le second générique est le titre Gatchen! interprété par le groupe SymaG. Le premier générique de fin est Aoi Honō Syndrome par Riho Iida. Le second, AI par Ami Wajima. Le troisième Little Pi par Ange☆Reve et l'ultime générique de fin est Perfect World de Traffic-Light. L'insert song de la série est Be My Light de SymaG.
« Digimon Universe : Appli Monsters Character Song Original Soundtrack », la bande originale de la série sort le 26 juillet 2017 et contient à la fois les compositions de Kōtarō Nakagawa, mais également des Character Songs, des chansons interprétées par les comédiens de doublage.

## Distribution
Doublage réalisé chez VSI Paris - Chinkel en Belgique, supervisé par Toei Animation Europe. L'adaptation française est de Alexandre Desbets-Jestaire, Justine Dupont-Breitburd, Louise Fudym, Margot Verdier, Solenn Manescau et Xavier Hussenet, sous la direction de Pierre Bodson.
- Ludivine Deworst : Haru Shinkai
- Sophie Pyronnet : Gatchmon
- Julie Basecqz : DoGatchmon
- Valérie Muzzi : Globemon
- Brieuc Lemaire : Yûjin Oozora[35]
- Bruno Borsu : Rei Katsura, Ropuremon, Watchmon
- Stéphane Pelzer (Pierre Bodson dans l'épisode 3) : Hackmon
- Pierre Bodson : Raidramon
- Steve Driesen: Oujamon
- Circé Lethem : Takeru « Watson » Wato, Hajime Katsura
- Nancy Philippot : Eri Karan
- Shérine Seyad : Dokamon, Dosukomon
- Stéphane Excoffier : Torajiro « Astra » Asuka
- Sandrine Henry : Musimon
- Sophie Landresse : Entermon
- Helena Coppejans : Ai Kashiki
- David Manet : Cameramon
- Stéphane Pirard : Revivemon
- Grégory Praet : Appli Drive
- Aaricia Dubois : Mienumon
- Pierre Le Bec : Knight Unryuji

## Accueil
Planète Jeunesse considère Digimon Appmon comme « bienvenue (...) une série s'adressant à un public potentiellement très jeune et rentrant de plain-pied dans un monde hyperconnecté sans en connaître toutes les facettes », « cet anime en profite pour creuser des thématiques liées à la place de plus en plus présente du numérique dans la vie de tous les jours, avec ces bons et mauvais côtés. » et note également « un doublage de bonne facture. ».
Pour Charles Pulliam-Moore de Gizmodo, Digimon Appmon « s'adresse à des personnes qui ont grandi dans un monde où il est parfaitement normal d'avoir un téléphone portable en permanence et de passer un temps assez important à fouiner sur Internet. (...) La série fait un travail étonnamment excellent en étoffant intelligemment sa troupe avec des enfants qui se sentent moins comme des prototypes de personnages shonen et plus comme des reflets précis (bien qu'accentués) du genre de personnes qu'Internet a fait des enfants. (...) Les Appmon prennent un temps considérable pour explorer les moyens par lesquels nous devons tous travailler consciencieusement pour cultiver des habitudes numériques saines en tant que personnes vivant sur Internet. Dans certains cas, cela signifie savoir quand se déconnecter pour se recentrer et faire le point sur les choses réelles de la vie qui sont d'une importance immédiate, mais dans d'autres, cela peut signifier savoir comment profiter correctement de tous les outils que l'internet met à disposition. ».
Pour Michael Basile de Anime News Network, la série laissera les adultes sur leur faim, mais peut être appréciée par un public beaucoup plus jeune. Basile critique la faiblesse du scénario, le format standard du studio d'un épisode - un monstre, caractérisé par une animation typique du studio jugée très plastique et artificielle, ses CGI datés, ses concepts mal exploités, son humour de mauvais goût, son doublage japonais et ses messages simplistes et jugés quelquefois faux.
Digimon Appmon se classe 8e dans la première phase des votes du Tokyo Anime Award Festival 2018 (TAAF), et à la 12e place dans la phase finale avec 10 059 votes,.